# インモールド成型
インモールド成形（インモールドせいけい）は、樹脂の成形技術のひとつ。

## 概要
あらかじめデザインが印刷されたPET原反を射出成形機の金型内に挟み込み、射出することにより、樹脂の熱等で印刷されたデザインが樹脂に転移する成形方法。主に自動車部品や家電部品等の意匠付けに用いられる。通常、プラスチックの加飾には、塗装、印刷、転写等の工法があり、成形後のリードタイムや2次加工時の品質不具合による歩留まり低下が心配されるが、インモールド成形によりリードタイムの短縮化やトータル工程の歩留まりがコントロールできることが利点。ハードコートも成形時にできることから、携帯電話への工法採用が顕著である。
バンダイから発売されたプラモデル（ガンプラ）においては、BB戦士『超機動大将軍』『 超SD戦国伝 武神輝羅鋼』等のシリーズの一部キットでこの技術が使用されていた。これらの商品では後に輝羅鋼パーツの製造が困難となったため、2010年代以降の再生産では「輝羅鋼極彩」として通常のクリアパーツにシールを貼る方式へ変更されている。後に2022年の『水星の魔女』シリーズにてインモールド部品の使用が再開（リアル頭身シリーズでは初でもある）されている。

## インモールド成形の種類
シングルインモールド
製品の表面、もしくは裏面のどちらか片側に箔を挟み込み成形する方法。最もシンプルな成形方法。
ダブルインモールド
製品の表側、および裏側の両面に箔を挟み込み成形する方法。表と裏の両面加飾により立体感があるのが特徴。
二重成形インモールド
製品1次側に箔を挟み込み、その後、2次側に異種材料を成形する工法。これにより裏面の複雑なリブ等があってもインモールドが可能となった。

## 起源
元々は、化粧品の容器メーカーがインサートシートを逆さまに挟み込み、成形した失敗から生まれた工法。製品化の第1号は、1973年頃に発売されたコーセーの「エスプリーク」というコンパクトケース。